# Ehsan Hatem
Ehsan Hatem El-Kirdany (إحسان حاتم) (Alessandria d'Egitto, 5 gennaio 1986) è una modella egiziana, vincitrice del titolo Miss Egitto 2007 all'età di ventuno anni.
Ha quindi rappresentato l'Egitto in occasione del concorso Miss Universo 2007, tenuto a Città del Messico nel maggio 2007, benché non sia riuscita a piazzarsi.
Ehsan Hatem è di padre egiziano e madre statunitense, e pur avendo sempre vissuto in Egitto è perfettamente fluente in lingua inglese. Prima della vittoria del titolo di Miss Egitto, ha infatti lavorato come insegnante di lingua inglese.